# Campionati africani di atletica leggera 2018 - Marcia 20 km maschile
La specialità della marcia 20 km maschile ai campionati africani di atletica leggera di Asaba 2018 si è svolta il 5 agosto.

## Risultati
| Class   | Atleta           | Nazione   | Tempo   | Note |
| ------- | ---------------- | --------- | ------- | ---- |
| Oro     | Samuel Gathimba  | Kenya     | 1:25:14 |      |
| Argento | Lebogang Shange  | Sudafrica | 1:25:25 |      |
| Bronzo  | Hassanine Sebei  | Tunisia   | 1:25:25 |      |
| 4       | Simon Wachira    | Kenya     | 1:27:58 |      |
| 5       | Wayne Snyman     | Sudafrica | 1:28:16 |      |
| 6       | Mohamed Ameur    | Algeria   | 1:28:38 |      |
| 7       | Tadilo Getu      | Etiopia   | 1:30:11 |      |
| 8       | Mohamed Ragab    | Egitto    | 1:31:18 |      |
| 9       | Jérôme Caprice   | Mauritius | 1:33:28 |      |
| 10      | Biara Alem       | Etiopia   | 1:39:11 |      |
| 11      | Fatoyingo Gbenga | Nigeria   | 1:41:49 |      |
| 12      | Lawal Oluwaseyi  | Nigeria   | 1:42:19 |      |
| 13      | Herve Nzossie    | Camerun   | 1:45:32 |      |
| 14      | Hichem Medjber   | Algeria   | 1:50:04 |      |
| N.D.    | Yohanis Algaw    | Etiopia   | dnf     |      |
| N.D.    | Mahmoud Awad     | Egitto    | dnf     |      |